# (5857) Неглинка
(5857) Неглинка (лат. Neglinka) — типичный астероид главного пояса, открыт 3 октября 1975 года советским астрономом Людмилой Черных в Крымской астрофизической обсерватории и 20 июня 1997 года назван в честь реки Неглинка.

## Обнаружение и именование
(5857) Неглинка
Открыт 3 октября 1975 года в Научном Л. И. Черных.
Назван в честь небольшой речки, впадающей в Москву-реку. На Боровицком холме, недалеко от устья Неглинки, в XI веке появилось поселение. Это название и три следующих присвоены по случаю празднования 850-летия города Москвы в 1997 году.
Оригинальный текст (англ.)5857 Neglinka
Discovered 1975-10-03 by Chernykh, L. I. at Nauchnyj.
Named for a small river that flows into the Moskva river. On Borovitskij hill, near the mouth of the Neglinka, a settlement appeared in the eleventh century.  This name and the three next are given on the occasion of the celebration of the 850th anniversary of the city of Moscow in 1997.
Источники: DISCOVERY.DB; M.P.C. 30097.

## Физические характеристики
Астероид относится к таксономическому классу S.
По результатам наблюдений в видимом и ближнем инфракрасном диапазоне космического телескопа NEOWISE диаметр астероида оценивался равным 4,267±0,052 км. Согласно тем же источникам альбедо оценивается как 0,2439±0,0266 и 0,244±0,027.